# Seznam minerálů
Není možné zde prezentovat úplný seznam minerálů, protože Komise pro nové minerály a názvy minerálů (CNMMN) při Mezinárodní mineralogické asociaci (IMA), která nové minerály a změny v názvosloví schvaluje, každý rok přidává nové. U názvů minerálů jsou doplněny značky pro status názvu (platný – neplatný nerost).
Z důvodu rozsáhlosti je seznam rozdělen na tyto dílčí seznamy:
- Seznam minerálů A-B
- Seznam minerálů C-F
- Seznam minerálů G-J
- Seznam minerálů K-M
- Seznam minerálů N-R
- Seznam minerálů S-U
- Seznam minerálů V-Ž

## Vysvětlivky
Označení použité u názvu minerálu:
- A – schválený (approved)
- D – zrušený (discredited)
- G – uznané nerosty popsané před založením komise (grandfathered)
- H – hypotetický (hypothetical)
- I – přechodný člen (intermediate member)
- N – neschvalovaný komisí pro nové minerály a názvy minerálů
- Q – sporný (questionable)
- Rd – redefinovaný se schválením komise (redefined)
- Rn – přejmenovaný se schválením komise (renamed)